# II століття
II століття — століття, яке розпочалося 1 січня 101 року і закінчилося 31 грудня 200 року; друге століття нашої ери і друге століття I тисячоліття.

## Події
- 115–117 — Війна Квієта в ході Юдейських воєн
- 132–136 — Повстання Бар-кохби
- 161–162 — Згадка про слов'ян у «Географії» Клавдія Птолемея;
- 165–180 — Антонінова чума.
- Середина II століття — Римській імперії доводиться вести війну з аланами.
- Середина II століття — Перша апологія християнства. Створена Арістідом з Афін.
- Середина II століття — Християнський письменник Герма (один з Апостольських батьків), брат папи Пія I. Автор «Пастиря».
- Середина II століття — «Друге послання Климента».
- Середина II століття — Території Західного краю остаточно відпадають від Китаю.
- II століття — Фуюй-ци кілька разів вторгалися в Ляодун. Розбиті Таншіхаєм.
- II століття — Виникнення в дельті Іраваді монської держави Пегу. Боротьба Промо та Пегу.
- II століття — Індіанізірована держава Кантхара (Південний В'єтнам).
- II століття — Початок набігів індонезійців на узбережжі Південного Китаю та Індокитаю.
- II—III століття — Династія Шрі-Мара в Чампі. Завойовницькі війни в Північному Чунгбо.